# Hengoat
Hengoat is een plaats en voormalige gemeente in het Franse departement Côtes-d'Armor in de regio Bretagne. De plaats maakt deel uit van het arrondissement Lannion.

## Geschiedenis
Hengoat is op 1 januari 2019 gefuseerd met de gemeenten Pommerit-Jaudy, Pouldouran en La Roche-Derrien tot de gemeente La Roche-Jaudy. 

## Geografie
De oppervlakte van Hengoat bedraagt 6,1 km².
De onderstaande kaart toont de ligging van Hengoat met de belangrijkste infrastructuur en aangrenzende gemeenten.

## Demografie
Onderstaande figuur toont het verloop van het inwonertal.